# Rourea
Genre
Classification APG III (2009)
Synonymes
Selon GBIF (02 mars 2022)
- Bernardinia Planch.
- Byrsocarpus Schumach.
- Eichleria Progel
- Jaundea Gilg
- Kalawael Adans.
- Malbrancia Neck.
- Paxia Gilg
- Pterotum Lour.
- Raurea Steud.
- Robergia Schreb.
- Roureopsis Planch.
- Santalodes L. ex Kuntze
- Santaloidella G.Schellenb.
- Santaloides G.Schellenb.
- Santaloides L.
- Spiropetalum Gilg
- Taeniochlaena Hook.f.
- Tali Adans.
- Yaundea G.Schellenb.

Rourea est un genre de plantes de la famille des Connaraceae, et dont l'espèce type est Rourea frutescens Aubl..
Le nom Rourea fait vraisemblablement référence à la commune de Roura en Guyane, région dans laquelle le spécimen type a été collecté.

## Protologue
En 1775, le botaniste Aublet propose le protologue suivant : 
« ROUREA. (Tabula 187.)

CAL. Perianthium monophyllum, perſiſtens, quinquepartitum; laciniis ſubrotundis, concavis, extus tomentoſis.
COR. Petala quinque, oblonga, ſubrotunda, alba, receptaculo germinis inſerta.
STAM. Filamenta decem, receptaculo ad baſim germinis inſerta. Antheræ exiguæ, ſubrotundæ, biloculares. 
PIST. Germen Sibrotundum, villoſum. Styli quinque. Stigmata craſſa, oblonga, ſulcata. 
PER. Drupa nigra, ovata, unilocularis. 

SEM. unicum, teſtâ fragili tectum. »
— Fusée-Aublet, 1775.

## Liste d'espèces
Selon GBIF (02 mars 2022) :
- Bernardinia suerrensis G.Schellenb.
- Byrsocarpus alboflavescens Greenway ex Burtt Davy
- Byrsocarpus caillei A.Chev.
- Byrsocarpus dinklagei G.Schellenb. ex Hutch. & Dalziel
- Rourea accrescens Forero
- Rourea acutipetala Miq.
- Rourea adenophora S.F.Blake
- Rourea amazonica (Baker) Radlk.
- Rourea antioquensis Cuatrec.
- Rourea araguaensis Forero
- Rourea araquaensis Forero, 1976
- Rourea asplenifolia (Schellenb.) Jongkind
- Rourea bahiensis Forero
- Rourea balansaeana Baill.
- Rourea balansana Baill.
- Rourea barbata C.Toledo
- Rourea blanchetiana (Progel) Kuhlm.
- Rourea blanchetiana Progel
- Rourea brachyandra F.Muell.
- Rourea breviracemosa Gamble
- Rourea calophylla (Gilg ex Schellenb.) Jongkind
- Rourea calophylloides (Schellenb.) Jongkind
- Rourea camptoneura Radlk.
- Rourea cassioides Hiern
- Rourea caudata Planch.
- Rourea chrysomalla Glaz. ex Schellenb.
- Rourea cnestidifolia Schellenb.
- Rourea coccinea (Thonn. ex Schum.) Hook.fil. ex Hook. (3 espèces)
- Rourea confundens (Leenh.) Jongkind
- Rourea cuspidata Benth. ex Baker (4 espèces)
- Rourea diamantina C.Toledo
- Rourea dictyophylla Jongkind
- Rourea discolor Baker
- Rourea doniana Baker
- Rourea duckei Huber
- Rourea emarginata (Jack) Jongkind
- Rourea erythrocalyx (Gilg ex Schellenb.) Jongkind
- Rourea fluminensis (Gardner) Jongkind
- Rourea fluminensis Baill., 1869
- Rourea fluminensis Planch.
- Rourea foreroi Aymard & P.E.Berry
- Rourea frutescens Aubl.
- Rourea fulgens Wall. ex Planch.
- Rourea gardneriana Planch.
- Rourea glabra Kunth (2 espèces)
- Rourea glazioui Schellenb.
- Rourea glaziouvii G.Schellenb.
- Rourea glaziovii G.Schellenb.
- Rourea gracilis Schellenb.
- Rourea grandiflora G.Schellenb.
- Rourea grosourdyana Baill. (2 espèces)
- Rourea harmandiana Pierre
- Rourea hypovallera Gilg ex G.Schellenb.
- Rourea induta Planch. (1 espèces)
- Rourea kappleri Lanj.
- Rourea krukovii Steyerm.
- Rourea krukovii Steyerm. ex Standl., 1940
- Rourea lancifolia Schellenb.
- Rourea lancifolia Schnellenberg
- Rourea latifoliolata Standl. & L.G.Williams
- Rourea laurifolia G.Schellenb.
- Rourea ligulata Baker
- Rourea luizalbertoi Forero, L.A.Vidal & Carbonó
- Rourea macrocalyx Carbonó, Forero & L.A.Vidal
- Rourea martiana Baker
- Rourea microphylla (Hook. & Arn.) Planch.
- Rourea mimosoides (Vahl) Planch.
- Rourea minor (Gaertn.) Alston
- Rourea myriantha Baill.
- Rourea neglecta Schellenb. (2 espèces)
- Rourea obliquifoliolata Gilg
- Rourea oligophlebia Merr.
- Rourea omissa Forero
- Rourea orientalis Baill.
- Rourea ovalis (Schellenb.) Leenh.
- Rourea palaeorugosa Prasad & Pandey, 2008
- Rourea paraensis Forero
- Rourea parviflora Gilg
- Rourea pinnata (Merr.) Veldkamp
- Rourea pittieri S.F.Blake
- Rourea prainiana Talbot
- Rourea prancei Forero
- Rourea prostrata C.Toledo
- Rourea psammophila Forero
- Rourea pseudogardneriana Forero, Carbonó & L.A.Vidal
- Rourea pseudospadicea G.Schellenb.
- Rourea pseudospadicea Schellenb. ex Hoehne
- Rourea puberula Baker
- Rourea pubescens (DC.) Radlk. (1 espèces)
- Rourea radlkoferiana K.Schum.
- Rourea revoluta Planch. (2 espèces)
- Rourea rugosa Planch.
- Rourea schippii Standl.
- Rourea solanderi Baker
- Rourea sprucei Schellenb. (3 espèces)
- Rourea stenopetala (Griff.) Hook.fil.
- Rourea suerrensis Donn.Sm.
- Rourea surinamensis Miq.
- Rourea tenuis Schellenb.
- Rourea thomsonii (Baker) Jongkind
- Rourea tomentella G.Schellenb.
- Rourea vieillardii (Schellenb.)
- Rourea vulcanicola Forero
- Roureopsis cinnabarina G.Schellenb.
- Roureopsis lancea G.Schellenb.
- Roureopsis zenkeri G.Schellenb.
- Santalodes desmos Guillaumin
- Santalodes humilis Kuntze, 1891
- Santalodes mimusodes Kuntze
- Santalodes similis Kuntze, 1891
- Santaloides acuninatum (Hook.f.) Kuntze
- Santaloides filgens (Planch.) Kuntze
- Santaloides pauanum G.Schellenb.
- Santaloides veillardii G.Schellenb.

Selon World Flora Online (WFO) (02 mars 2022) :
- Rourea accrescens Forero
- Rourea adenophora S.F. Blake
- Rourea amazonica (Baker) Radlk.
- Rourea antioquensis Cuatrec.
- Rourea araguaensis Forero
- Rourea asplenifolia (G. Schellenb.) Jongkind
- Rourea bahiensis Forero
- Rourea blanchetiana (Progel) Kuhlm.
- Rourea calophylla (Gilg ex G.Schellenb.) Jongkind
- Rourea calophylloides (G. Schellenb.) Jongkind
- Rourea camptoneura Radlk.
- Rourea carvalhoi Forero, Carbonó & L.A. Vidal
- Rourea cassioides Hiern
- Rourea caudata Planch.
- Rourea chrysomalla Glaz. & G.Schellenb.
- Rourea cnestidifolia G. Schellenb.
- Rourea coccinea (Schumach. & Thonn.) Benth.
- Rourea confundens (Leenh.) Jongkind
- Rourea cuspidata Benth. ex Baker
- Rourea discolor Baker
- Rourea doniana Baker
- Rourea duckei Huber
- Rourea erythrocalyx (Gilg ex G.Schellenb.) Jongkind
- Rourea fluminensis (Gardner) Jongkind
- Rourea foreroi Aymard & P.E.Berry
- Rourea frutescens Aubl.
- Rourea gardneriana Planch.
- Rourea glabra Kunth
- Rourea glazioui G. Schellenb.
- Rourea gracilis G. Schellenb.
- Rourea grosourdyana Baill.
- Rourea induta Planch.
- Rourea kappleri Lanj.
- Rourea krukovii Steyerm.
- Rourea latifoliolata Standl. & L.O. Williams
- Rourea laurifolia G.Schellenb.
- Rourea ligulata Baker
- Rourea luizalbertoi Forero, L.A. Vidal & Carbonó
- Rourea macrocalyx Carbonó, Forero & L.A. Vidal
- Rourea martiana Baker
- Rourea microphylla (Hook. & Arn.) Planch.
- Rourea minor (Gaertn.) Alston
- Rourea monticola Gilg
- Rourea myriantha Baill.
- Rourea neglecta G.Schellenb.
- Rourea obliquifoliolata Gilg
- Rourea omissa Forero
- Rourea orientalis Baill.
- Rourea paraensis Forero
- Rourea parviflora Gilg
- Rourea pittieri S.F. Blake
- Rourea prancei Forero
- Rourea psammophila Forero
- Rourea pseudogardneriana Forero, Carbonó & L.A. Vidal
- Rourea pseudospadicea G.Schellenb.
- Rourea puberula Baker
- Rourea pubescens (DC.) Radlk.
- Rourea schippii Standl.
- Rourea solanderi Baker
- Rourea sprucei G.Schellenb.
- Rourea suerrensis Donn. Sm.
- Rourea surinamensis Miq.
- Rourea tenuis G.Schellenb.
- Rourea thomsonii (Baker) Jongkind
- Rourea vulcanicola Forero

Selon GBIF (02 mars 2022) :
- Cnestis erecta Blanco, 1837
- Rourea accrescens Forero, 1976
- Rourea acropetala Pierre, 1898
- Rourea acuminata Hook. f., 1876
- Rourea acutipetala Miq., 1860 [1861]
- Rourea adenophora S.F. Blake, 1923
- Rourea adiantoides Gilg, 1896
- Rourea afzelii R. Br. ex Planch., 1850
- Rourea amazonica (Baker) Radlk., 1886
- Rourea amazonica Huber, 1909
- Rourea anomala King, 1897
- Rourea antioquensis Cuatrec., 1951
- Rourea araguaensis Forero, 1976
- Rourea asplenifolia (G. Schellenb.) Jongkind, 1989
- Rourea bahiensis Forero, 1976
- Rourea bakerana Britton, 1889
- Rourea balansea Baill., 1875
- Rourea bamangensis De Wild., 1899
- Rourea barbata C. Toledo, 2019
- Rourea baumannii Gilg, 1896
- Rourea bipindensis Gilg ex G. Schellenb., 1910
- Rourea blanchetiana (Progel) Kuhlm., 1934
- Rourea boiviniana Baill., 1867
- Rourea brachyandra F. Muell., 1872
- Rourea breviracemosa Gamble, 1913
- Rourea buchholzii Gilg, 1895
- Rourea calophylla (Gilg ex G. Schellenb.) Jongkind, 1989
- Rourea calophylloides (G. Schellenb.) Jongkind, 1989
- Rourea camptoneura Radlk., 1886
- Rourea cardonae Lasser & Maguire, 1954
- Rourea carvalhoi Forero, Carbonó & L.A. Vidal, 1984
- Rourea cassioides Hiern, 1896
- Rourea caudata Planch., 1850
- Rourea chrysomala Glaz., 1906
- Rourea chrysomalla Glaz. ex G. Schellenb., 1938
- Rourea cnestidifolia G. Schellenb., 1938
- Rourea coccinea (Schumach. & Thonn.) Benth., 1849
- Rourea commutata Planch., 1850
- Rourea comptoneura Radlk.
- Rourea concolor Blume, 1850
- Rourea confundens (Leenh.) Jongkind, 1989
- Rourea coriacea De Wild., 1911
- Rourea coriacea (Baker) G. Schellenb., 1938
- Rourea cubensis Urb., 1908
- Rourea cuspidata Benth. ex Baker, 1871
- Rourea densiflora Steyerm., 1938
- Rourea diamantina C. Toledo, 2020
- Rourea dictyophylla D.E. Johnson, 1989
- Rourea dinklagei Gilg, 1895
- Rourea discolor Baker, 1871
- Rourea doniana Baker, 1871
- Rourea duckei Huber, 1909
- Rourea emarginata (Jack) Jongkind, 1989
- Rourea erythrocalyx (Gilg ex G. Schellenb.) Jongkind, 1989
- Rourea fasciculata Gilg, 1891
- Rourea fluminensis Planch., 1850
- Rourea fluminensis (Gardner) Jongkind, 1989
- Rourea foreroi Aymard & P.E. Berry, 1996 [1997]
- Rourea fraterna Planch., 1850
- Rourea frutescens Aubl., 1775
- Rourea fulgens Planch., 1850
- Rourea gardneriana Planch., 1850
- Rourea glabra Kunth, 1824
- Rourea glazioui G. Schellenb., 1938
- Rourea goetzei Gilg, 1900
- Rourea gracilis G. Schellenb., 1938
- Rourea granatensis Cuatrec., 1951
- Rourea grandiflora G. Schellenb.
- Rourea grosourdyana Baill., 1868
- Rourea gudjuana Gilg, 1891
- Rourea harmandiana Pierre, 1898
- Rourea heterophylla Baker, 1868
- Rourea heterophylla Planch., 1850
- Rourea hondurensis Donn. Sm., 1905
- Rourea humilis Blume
- Rourea hypovallera Gilg ex Schellenb., 1910
- Rourea imbricata Elmer, 1915
- Rourea induta Planch., 1850
- Rourea ivorensis A. Chev., 1920
- Rourea kappleri Lanj., 1940
- Rourea krukovii Steyerm., 1940
- Rourea lancifolia Schnellenberg
- Rourea latifoliolata Standl. & L.O. Williams, 1953
- Rourea laurentii De Wild., 1909
- Rourea laurifolia G. Schellenb., 1938
- Rourea laxiflora Rusby, 1920
- Rourea leskrauwaetii De Wild., 1909
- Rourea ligulata Baker, 1871
- Rourea lucida Planch., 1850
- Rourea luizalbertoi Forero, L.A. Vidal & Carbonó, 1984
- Rourea luzoniensis Merr., 1919
- Rourea macrocalyx Carbonó, Forero & L.A. Vidal, 1984
- Rourea macrophylla (Poepp.) Baker, 1871
- Rourea mannii Gilg, 1891
- Rourea martiana Baker, 1871
- Rourea microcarpa Elmer, 1915
- Rourea microphylla (Hook. & Arn.) Planch., 1850
- Rourea millettii Planch., 1850
- Rourea mimosoides DC.
- Rourea mimosoides Planch., 1850
- Rourea minor (Gaertn.) Alston, 1931
- Rourea minor (Gaertn.) Leenh., 1957
- Rourea monticola Gilg, 1895
- Rourea multiflora Planch., 1850
- Rourea myriantha Baill., 1867
- Rourea neglecta G. Schellenb., 1938
- Rourea nivea Gilg, 1900
- Rourea obliquifoliolata Gilg, 1891
- Rourea oblongifolia Hook. & Arn., 1841 [1838]
- Rourea oddonii De Wild., 1909
- Rourea omissa Forero, 1976
- Rourea orientalis Baill., 1867
- Rourea palisotii (Planch.) Baill., 1866
- Rourea pallens Hiern, 1896
- Rourea paraensis Forero, 1976
- Rourea parviflora Gilg, 1891
- Rourea patentinervis Radlk., 1886
- Rourea paucifolia G. Schellenb., 1938
- Rourea paucifoliata Britton, 1908
- Rourea paucifoliolata Planch., 1850
- Rourea pervilleana Baill., 1867
- Rourea phyllanthoides Blume, 1850
- Rourea pinnata Veldkamp, 1967
- Rourea pittieri S.F. Blake, 1923
- Rourea platysepala Baker, 1884
- Rourea poggeana Gilg, 1891
- Rourea polyphylla G. Schellenb., 1938
- Rourea polyphylla Blume, 1849
- Rourea prainia Talbot, 1909
- Rourea prainiana Talbot, 1909
- Rourea prancei Forero, 1976
- Rourea progeliana Kuhlm., 1934
- Rourea prostrata C. Toledo, 2019
- Rourea psammophila Forero, 1976
- Rourea pseudobaccata Gilg, 1891
- Rourea pseudogardneriana Forero, Carbonó & L.A. Vidal, 1984
- Rourea pseudospadicea G. Schellenb., 1938
- Rourea puberula Baker, 1871
- Rourea pubescens (DC.) Radlk., 1886
- Rourea pulchella Planch., 1850
- Rourea radlkoferiana Schum., 1923
- Rourea rectinervia A.C. Sm., 1933
- Rourea reticulata Planch., 1850
- Rourea revoluta Planch., 1850
- Rourea rhynchosioides Standl., 1936
- Rourea rubella Pierre, 1898
- Rourea rugosa Planch., 1850
- Rourea samoensis Lauterb., 1923
- Rourea santaloides (Vahl) Wight & Arn., 1834
- Rourea schippii Standl., 1935
- Rourea sclerocarpa Wight & Arn., 1834
- Rourea sclerocarpus Wight & Arn.
- Rourea similis Blume, 1850
- Rourea simplicifolia Blume, 1850
- Rourea simulans Merr. & L.M. Perry, 1942
- Rourea solanderi Baker, 1868
- Rourea soyauxii Gilg, 1891
- Rourea sp. a , 2010
- Rourea spadicea Radlk., 1886
- Rourea splendida Gilg, 1891
- Rourea sprucei G. Schellenb., 1938
- Rourea stenopetala Hook. f.
- Rourea subtriplinervis Radlk., 1890
- Rourea subvolubilis Elmer, 1915
- Rourea suerrensis Donn. Sm., 1897
- Rourea surinamensis Miq., 1853 [1854]
- Rourea sympetala Urb., 1908
- Rourea tenuis G. Schellenb., 1938
- Rourea thomsonii (Baker) Jongkind, 1989
- Rourea thonneri De Wild., 1911
- Rourea tomentella G. Schellenb.
- Rourea unifoliolata Gilg, 1891
- Rourea venulosa Hiern, 1896
- Rourea villosa Planch., 1850
- Rourea viridis Gilg, 1891
- Rourea vulcanicola Forero, 2007
- Rourea wallichiana Planch., 1850
- Rourea zenkeri Gilg ex G. Schellenb., 1910